# Arqueologia da Mesoamérica
Do ponto de vista da história, a arqueologia da Mesoamérica é uma das fontes de informação mais ricas para a compreensão da história humana desde períodos muito recuados, possivelmente com maior antiguidade que o Egipto antigo. Por essa razão, a história antiga deste sub-continente tem sido dividida em eras com duração relativamente bem definida:
- Era arcaica ou paleoíndia – de cerca de dez mil até cerca de quatro mil anos atrás;
- Era Pré-Clássica – de quatro mil anos atrás até ao século II;
- Era Clássica - de meados do  século II até princípios do século X;
- Era Pós-Clássica - do século X até ao do século XVI.

## Era arcaica ou paleoíndia
Até recentemente, a interpretação mais largamente aceite baseada nos achados arqueológicos era de que os primeiros humanos nas Américas teriam vindo numa série de migrações da Sibéria para o Alasca através duma língua de terra que se teria formado no local onde hoje se situa o Estreito de Bering (por isso, também denominada Beríngia) durante a última glaciação entre 24 e 9 mil anos atrás. Estes imigrantes ter-se-íam depois espalhado por todas as regiões das Américas, a um ritmo estimado em 1-2 km por ano – ou seja, para atingirem a América Central, cerca de 10 mil km a sul, teriam levado entre dez mil e vinte mil anos. Por outro lado, restos humanos achados na Baixa Califórnia, no norte do México, mostram mais parecenças com os aborígenes da Austrália ou com “negróides” da Melanésia.
A existência de populações humanas na América Central há cerca de 16 000 anos está provada, o que significa que, mesmo que esses ocupantes tivessem vindo da Sibéria, teriam entrado no Alasca há mais de 35 000 anos, ou seja, numa glaciação anterior. Para além disso, achados recentes no Brasil, permitem afirmar que a entrada do Homo sapiens no continente americano pode ter-se iniciado entre 150 000 e 100 000 anos atrás. Um continente tão vasto deve ter sido ocupado a partir de diversos pontos de penetração, que incluem também a via marítima, uma vez que o nível do mar variou durante as diferentes épocas e, em certos momentos, chegou até a 150 metros abaixo do nível atual, o que significa que um maior número de ilhas existia e a plataforma continental era mais ampla, tornando essas viagens mais fáceis para os meios tecnológicos dessa altura do que se poderia supor.
Nos estados de Sonora e Durango e também na parte central do México foram encontradas provas de caça de mamutes, que se extinguiram há cerca de dez mil anos. Foram também achados artefactos de osso do período Pleistoceno em Los Reyes e La Paz e crânios humanos da mesma época em Peña, Xico, Tepexpan, Santa Maria Astahuacan e San Vicente Chicoloapan. Achados de Tlapacoya sugerem uma ocupação humana de há cerca de 23 000 anos e em Valsequillo há cinco sítios de há pelo menos 20 000 anos.
Foram usados vários métodos para datar estes despojos, incluindo análises químicas (testes de nitrogénio e de fluor), análises geológicas (estratigráficas, de carbono-14 e testes da composição de cinza vulcânica), associação contextual com restos de fauna e com artefactos líticos datados pela hidratação da obsidiana.
Durante este período - entre 20 000 anos e 4000 anos atrás – iniciou-se o desenvolvimento da agricultura na região, foram estabelecidas aldeias permanentes e, já no final, a cerâmica e a fiação tornaram-se comuns.

## Era Pré-Clássica
Há cerca de 4000 anos, começaram a formar-se nações-estados, o desenvolvimento de cidades e o início da arquitectura cerimonial em larga escala. Teve lugar neste período a época áurea da civilização Olmeca, por exemplo em La Venta, e o início das civilizações Zapoteca e dos Maias, incluindo as cidades de El Mirador e Cival.
essa era foi a era dos idsiotas

## Era Clássica
Em meados do século II, Teotihuacan torna-se numa metrópole e o seu império domina a Mesoamérica. As cidades Maias, nas terras baixas do sul, como Tikal, Palenque e Copán têm neste período o seu maior crescimento. early 10th century
No México Central a Era Clássica terminou com a queda de Teotihuacan, durante o século VII, enquanto que os Maias continuaram a desenvolver-se até princípios do século X, naquilo que também se costuma chamar a “Era Florescente”, ou também o “Antigo Império”.
Todos estes povos partilham características comuns, incluindo o fogão de três pedras, um tipo de sandália específico, a agricultura intensiva baseada no milho, a adoração de uma série de deuses como o deus-da-chuva, o deus-sol e a “serpente-emplumada” (que os Aztecas chamavam “Quetzalcoatl”). Para além disso, todos usavam um sistema numérico de base 20, um calendário ritual de 260 dias, para além do calendário solar, todos construíam os seus templos no topo de pirâmides com degraus, tinham um jogo de bola ritual e vários outras convenções artísticas e culturais.
A Mesoamérica é igualmente o exemplo canónico duma área linguística: todas as principais línguas da região têm traços comuns e construíram uma língua franca, chamada “Nahuatl”, que muito contribuiu para o desenvolvimento da economia e da política, pelo menos a partir do século VII, mas possivelmente iniciada 2000 anos antes.

## Era Pós-Clássica
Entre os séculos X e XVI deu-se o colapso de muitas daquelas grandes nações e cidades da Era Clássica, ambora algumas tenham subsistido, como Oaxaca, Cholula e as cidades maias de Yucatán, como Chichen Itza e Uxmal. Foi um período de caos e guerra, em que os Toltecas dominaram o México central durante algum tempo nos séculos XI a XIII e a seguir desapareceram; os maias do norte estiveram durante algum tempo unidos com os Mayapan e o império Azteca desenvolveu-se no séculos XV e parecia a caminho de dominar toda a região, o que não tinha acontecido desde Teotihuacan, quando a Mesoamérica foi descoberta pelos espanhóis e depois submetida pelos “Conquistadores”.
A última florescência dos maias do norte foi também conhecida como “Novo Império”. A Era Pós-Clássica continuou até à conquista do último estado nativo independente da Mesoamérica, Tayasal, em 1697.